# Dzharkenite
La dzharkenite è un minerale.